# Golden Globe 2012
La 69ª edizione della cerimonia di premiazione dei Golden Globe ha avuto luogo il 15 gennaio 2012 al Beverly Hilton Hotel di Beverly Hills, California, presentata da Ricky Gervais.
Dopo quindici anni, questa edizione cambierà il proprio tema musicale, adottandone uno nuovo, composto da Yoshiki Hayashi (X Japan).
Le candidature sono state annunciate il 15 dicembre 2011 da Sofía Vergara, Woody Harrelson, Rashida Jones e Gerard Butler.

## Premi per il cinema
Vengono di seguito indicati in grassetto i vincitori. Ove ricorrente e disponibile, viene indicato il titolo in lingua italiana e quello in lingua originale tra parentesi.

### Miglior film drammatico
- Paradiso amaro (The Descendants), regia di Alexander Payne
- L'arte di vincere (Moneyball), regia di Bennett Miller
- The Help, regia di Tate Taylor
- Hugo Cabret (Hugo), regia di Martin Scorsese
- Le idi di marzo (The Ides of March), regia di George Clooney
- War Horse, regia di Steven Spielberg

### Miglior film commedia o musicale
- The Artist, regia di Michel Hazanavicius
- 50 e 50 (50/50), regia di Jonathan Levine
- Le amiche della sposa (Bridesmaids), regia di Paul Feig
- Midnight in Paris, regia di Woody Allen
- Marilyn (My Week with Marilyn), regia di Simon Curtis

### Miglior regista
- Martin Scorsese - Hugo Cabret (Hugo)
- Woody Allen - Midnight in Paris
- George Clooney - Le idi di marzo (The Ides of March)
- Michel Hazanavicius - The Artist
- Alexander Payne - Paradiso amaro (The Descendants)

### Miglior attore in un film drammatico
- George Clooney - Paradiso amaro (The Descendants)
- Leonardo DiCaprio - J. Edgar
- Michael Fassbender - Shame
- Ryan Gosling - Le idi di marzo (The Ides of March)
- Brad Pitt - L'arte di vincere (Moneyball)

### Migliore attrice in un film drammatico
- Meryl Streep - The Iron Lady
- Glenn Close - Albert Nobbs
- Viola Davis - The Help
- Rooney Mara - Millennium - Uomini che odiano le donne (The Girl with the Dragon Tattoo)
- Tilda Swinton - ...e ora parliamo di Kevin (We Need To Talk About Kevin)

### Miglior attore in un film commedia o musicale
- Jean Dujardin - The Artist
- Brendan Gleeson - Un poliziotto da happy hour (The Guard)
- Joseph Gordon-Levitt - 50 e 50 (50/50)
- Ryan Gosling - Crazy, Stupid, Love
- Owen Wilson - Midnight in Paris

### Migliore attrice in un film commedia o musicale
- Michelle Williams - Marilyn (My Week with Marilyn)
- Jodie Foster - Carnage
- Charlize Theron - Young Adult
- Kristen Wiig - Le amiche della sposa (Bridesmaids)
- Kate Winslet - Carnage

### Miglior attore non protagonista
- Christopher Plummer - Beginners
- Kenneth Branagh - Marilyn (My Week with Marilyn)
- Albert Brooks - Drive
- Jonah Hill - L'arte di vincere (Moneyball)
- Viggo Mortensen - A Dangerous Method

### Migliore attrice non protagonista
- Octavia Spencer - The Help
- Bérénice Bejo - The Artist
- Jessica Chastain - The Help
- Janet McTeer - Albert Nobbs
- Shailene Woodley - Paradiso amaro (The Descendants)

### Migliore sceneggiatura
- Woody Allen - Midnight in Paris
- Steven Zaillian, Aaron Sorkin e Stan Chervin - L'arte di vincere (Moneyball)
- Michel Hazanavicius - The Artist
- George Clooney, Grant Heslov e Beau Willimon - Le idi di marzo (The Ides of March)
- Alexander Payne, Nat Faxon e Jim Rash - Paradiso amaro (The Descendants)

### Migliore colonna sonora originale
- Ludovic Bource - The Artist
- Howard Shore - Hugo Cabret (Hugo)
- Trent Reznor e Atticus Ross - Millennium - Uomini che odiano le donne (The Girl with the Dragon Tattoo)
- Abel Korzeniowski - W.E. - Edward e Wallis (W.E.)
- John Williams - War Horse

### Migliore canzone originale
- Masterpiece – Musica e testo di Madonna, Julie Frost e Jimmy Harry - W.E. - Edward e Wallis (W.E.)
- Hello Hello – Musica di Elton John, testo di Bernie Taupin - Gnomeo e Giulietta (Gnomeo & Juliet)
- The Keeper – Musica e testo di Chris Cornell - Machine Gun Preacher
- Lay Your Head Down – Musica di Brian Byrne, testo di Glenn Close - Albert Nobbs
- The Living Proof – Musica di Mary J. Blige, Thomas Newman e Harvey Mason Jr., testo di Mary J. Blige, Damon Thomas e Harvey Mason Jr. - The Help

### Miglior film straniero
- Una separazione (Jodāyi-e Nāder az Simin), regia di Asghar Farhadi
- The Flowers of War (Jin líng shí san chai), regia di Zhang Yimou
- Nella terra del sangue e del miele (In the Land of Blood and Honey), regia di Angelina Jolie
- La pelle che abito (La piel que habito), regia di Pedro Almodóvar
- Il ragazzo con la bicicletta (Le Gamin au vélo), regia di Jean-Pierre e Luc Dardenne

### Miglior film d'animazione
- Le avventure di Tintin - Il segreto dell'Unicorno (The Adventures of Tintin: Secret of the Unicorn), regia di Steven Spielberg
- Cars 2, regia di Brad Lewis e John Lasseter
- Il figlio di Babbo Natale (Arthur Christmas), regia di Sarah Smith
- Il gatto con gli stivali (Puss in Boots), regia di Chris Miller
- Rango, regia di Gore Verbinski

## Premi per la televisione
Vengono di seguito indicati in grassetto i vincitori. Ove ricorrente e disponibile, viene indicato il titolo in lingua italiana e quello in lingua originale tra parentesi.

### Miglior serie drammatica
- Homeland
- American Horror Story
- Boardwalk Empire - L'impero del crimine (Boardwalk Empire)
- Boss
- Il Trono di Spade (Game of Thrones)

### Miglior serie commedia o musicale
- Modern Family
- Enlightened
- Episodes
- Glee
- New Girl

### Miglior mini-serie o film per la televisione
- Downton Abbey
- Cinema Verite, regia di Shari Springer Berman e Robert Pulcini
- The Hour
- Mildred Pierce, regia di Todd Haynes
- Too Big to Fail - Il crollo dei giganti (Too Big to Fail), regia di Curtis Hanson

### Miglior attore in una serie drammatica
- Kelsey Grammer - Boss
- Steve Buscemi - Boardwalk Empire - L'impero del crimine (Boardwalk Empire)
- Bryan Cranston - Breaking Bad
- Jeremy Irons - I Borgia
- Damian Lewis - Homeland

### Miglior attore in una serie commedia o musicale
- Matt LeBlanc - Episodes
- Alec Baldwin - 30 Rock
- David Duchovny - Californication
- Johnny Galecki - The Big Bang Theory
- Thomas Jane - Hung - Ragazzo squillo (Hung)

### Miglior attore in una mini-serie o film per la televisione
- Idris Elba - Luther
- Hugh Bonneville - Downton Abbey
- William Hurt - Too Big to Fail - Il crollo dei giganti (Too Big to Fail)
- Bill Nighy - Page Eight
- Dominic West - The Hour

### Migliore attrice in una serie drammatica
- Claire Danes - Homeland
- Mireille Enos - The Killing
- Julianna Margulies - The Good Wife
- Madeleine Stowe - Revenge
- Callie Thorne - Terapia d'urto (Necessary Roughness)

### Migliore attrice in una serie commedia o musicale
- Laura Dern - Enlightened
- Zooey Deschanel - New Girl
- Tina Fey - 30 Rock
- Laura Linney - The Big C
- Amy Poehler - Parks and Recreation

### Migliore attrice in una mini-serie o film per la televisione
- Kate Winslet - Mildred Pierce
- Romola Garai - The Hour
- Diane Lane - Cinema Verite
- Elizabeth McGovern - Downton Abbey
- Emily Watson - Appropriate Adult

### Miglior attore non protagonista in una serie
- Peter Dinklage - Il Trono di Spade (Game of Thrones)
- Paul Giamatti - Too Big to Fail - Il crollo dei giganti (Too Big to Fail)
- Guy Pearce - Mildred Pierce
- Tim Robbins - Cinema Verite
- Eric Stonestreet - Modern Family

### Migliore attrice non protagonista in una serie
- Jessica Lange - American Horror Story
- Kelly Macdonald - Boardwalk Empire - L'impero del crimine (Boardwalk Empire)
- Evan Rachel Wood - Mildred Pierce
- Maggie Smith - Downton Abbey
- Sofía Vergara - Modern Family

## Premi onorari
- Golden Globe alla carriera: Morgan Freeman